# Champereia manillana
Champereia manillana là một loài thực vật có hoa trong họ Opiliaceae. Loài này được (Blume) Merr. mô tả khoa học đầu tiên năm 1912.

## Hình ảnh

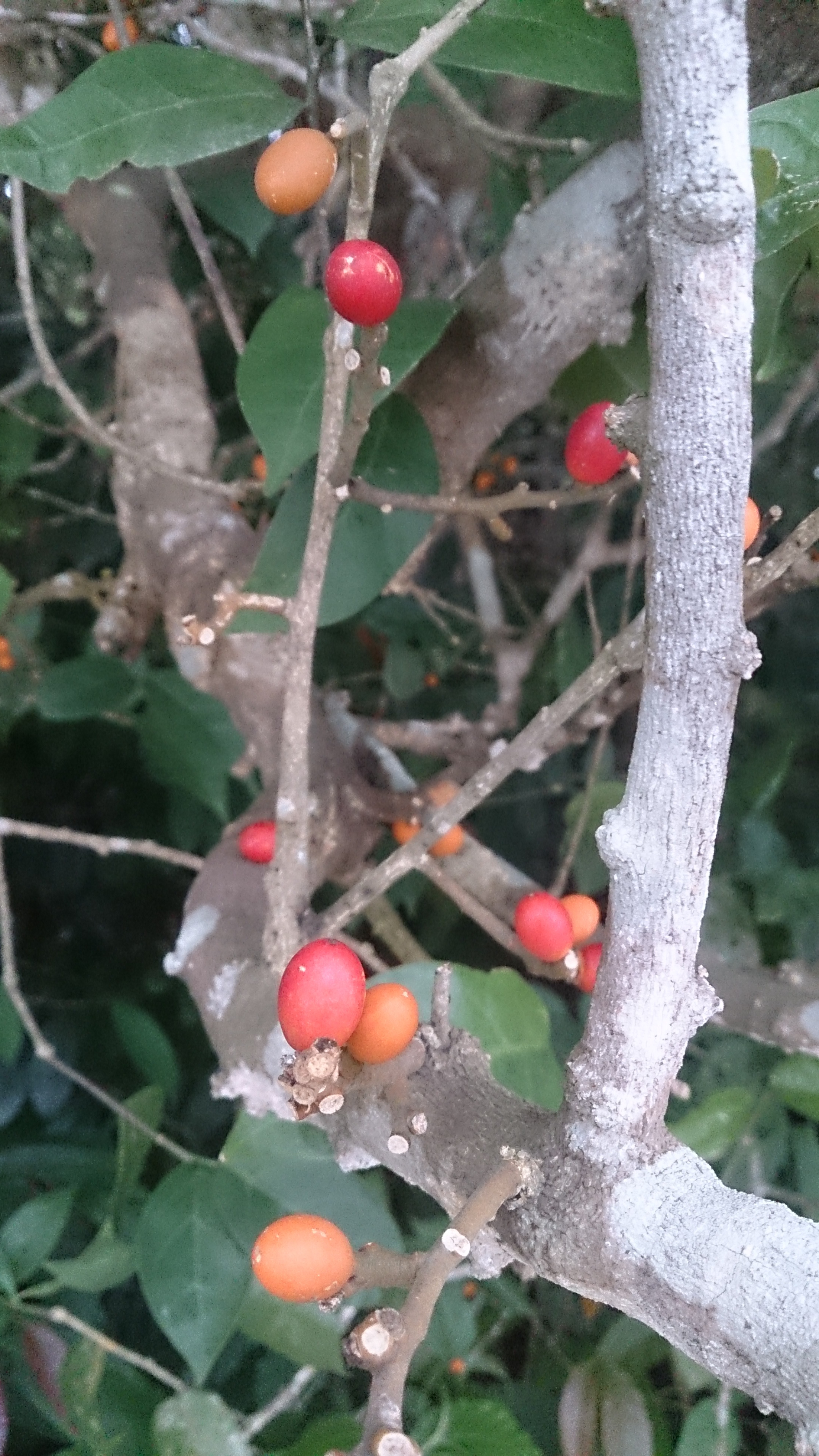
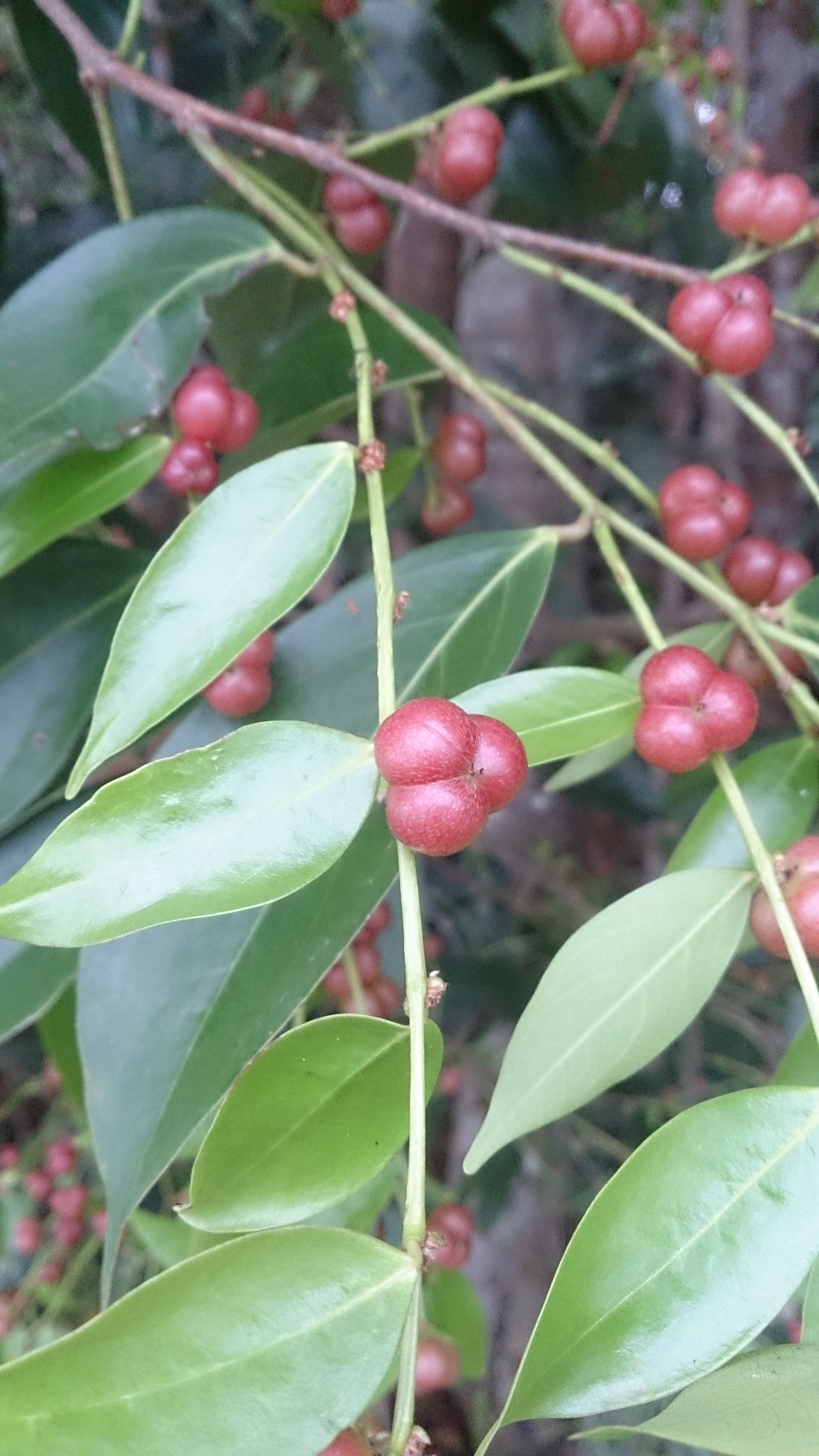